# تهوف (ناحیه پراگ-شرق)
تهوف (به چکی: Tehov) یک منطقهٔ مسکونی در جمهوری چک است که در ناحیه پراگ-شرق واقع شده‌است. تهوف ۸٫۲ کیلومتر مربع مساحت و ۶۹۳ نفر جمعیت دارد و ۴۵۷ متر بالاتر از سطح دریا واقع شده‌است.